# Orsago
Orsago település Olaszországban, Veneto régióban, Treviso megyében. Lakosainak száma 3816 fő (2023. január 1.). Orsago Cordignano, Godega di Sant'Urbano és Gaiarine községekkel határos.

## Népesség
A település népességének változása:
| Lakosok száma | 3882 | 3877 | 3816 |
|               | 2017 | 2018 | 2023 |